# Guselcumabe
Guselcumabe, vendido com o nome de Tremfya, é uma medicação usada para tratar psoríase em placas. É usada para doenças moderadas a graves. É usada como uma injeção subcutânea.
Os efeitos colaterais incluem infecções do trato respiratório superior. Outros efeitos colaterais podem incluir infecção, dor de cabeça, dor nas articulações, problemas no fígado, e diminuição da eficácia das vacinas. A segurança na gravidez não é clara. É um anticorpo monoclonal que se liga e bloqueia a interleucina-23.
Guselcumabe foi aprovada para uso médico nos Estados Unidos e Europa em 2017. No Reino Unido custava ao NHS cerca de £2,250  cada 100 mg em 2021. Este valor nos Estados Unidos é cerca de 11,600 USD.